# 길례르미 두스 산투스 토히스
길례르미 두스 산투스 토히스(포르투갈어: Guilherme dos Santos Torres, 1991년 4월 5일, 브라질 산투안드레 ~ )는 길례르미라고 알려진 브라질의 축구 선수로 현재 카타르 스타스 리그 클럽인 알사드에서 뛰고 있다. .

## 클럽 경력
길례르미는 포르투게자에서 선수 생활을 시작하였고, 2009년 8월 11일에 두키 지 카시아스를 상대로 프로 데뷔전을 치렀다. 2011년 1월 26일, 그는 폰치 프레타를 상대로 프로 통산 첫 골을 넣었다.

## 수상 경력
코린치앙스
- 캄페오나투 파울리스타: 2013
- 레코파 수다메리카나: 2013